# Saint-Laurent-de-Céris
Saint-Laurent-de-Céris is een gemeente in het Franse departement Charente (regio Nouvelle-Aquitaine) en telt 746 inwoners (1999). De plaats maakt deel uit van het arrondissement Confolens.

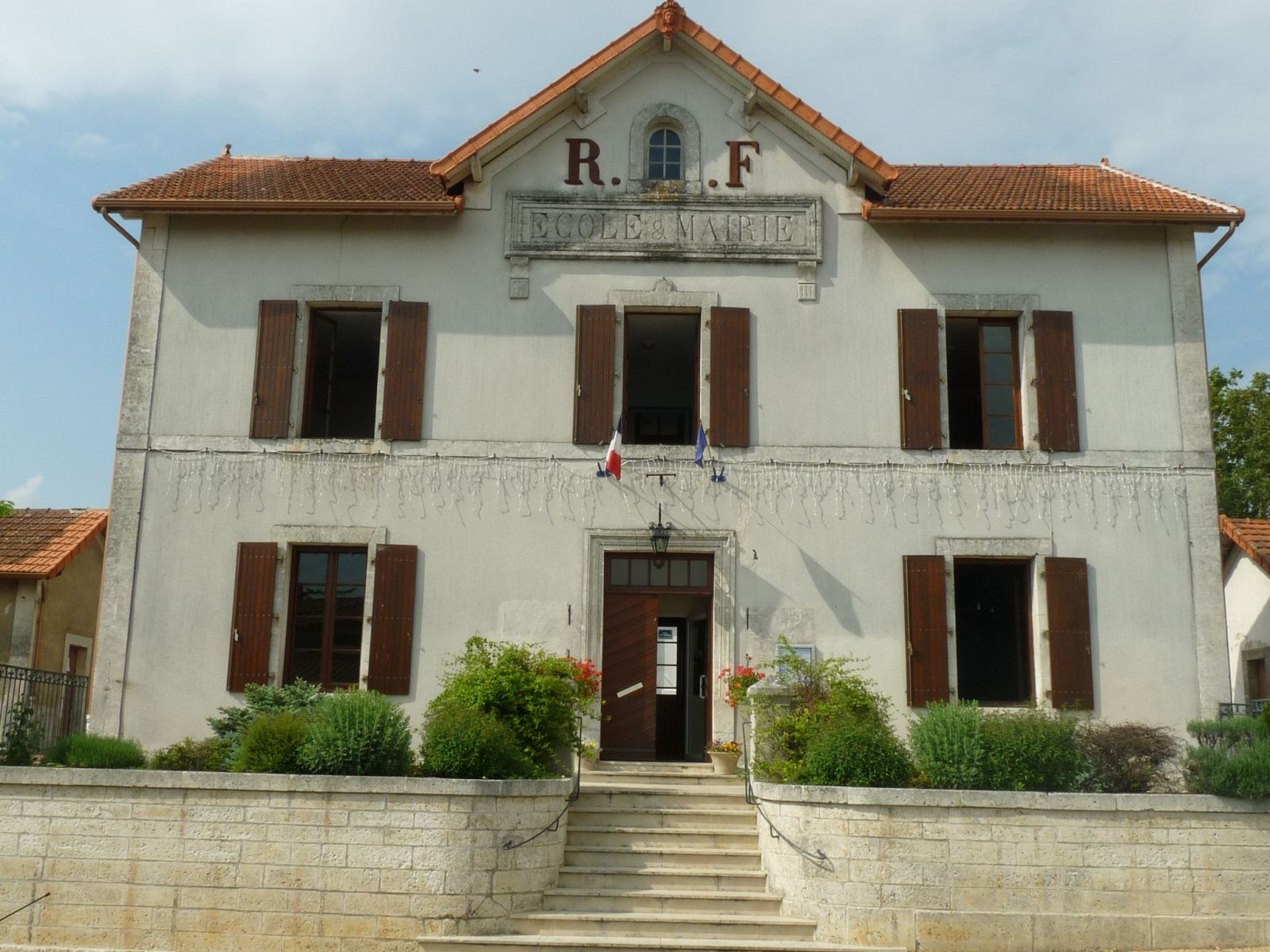
Gemeentehuis
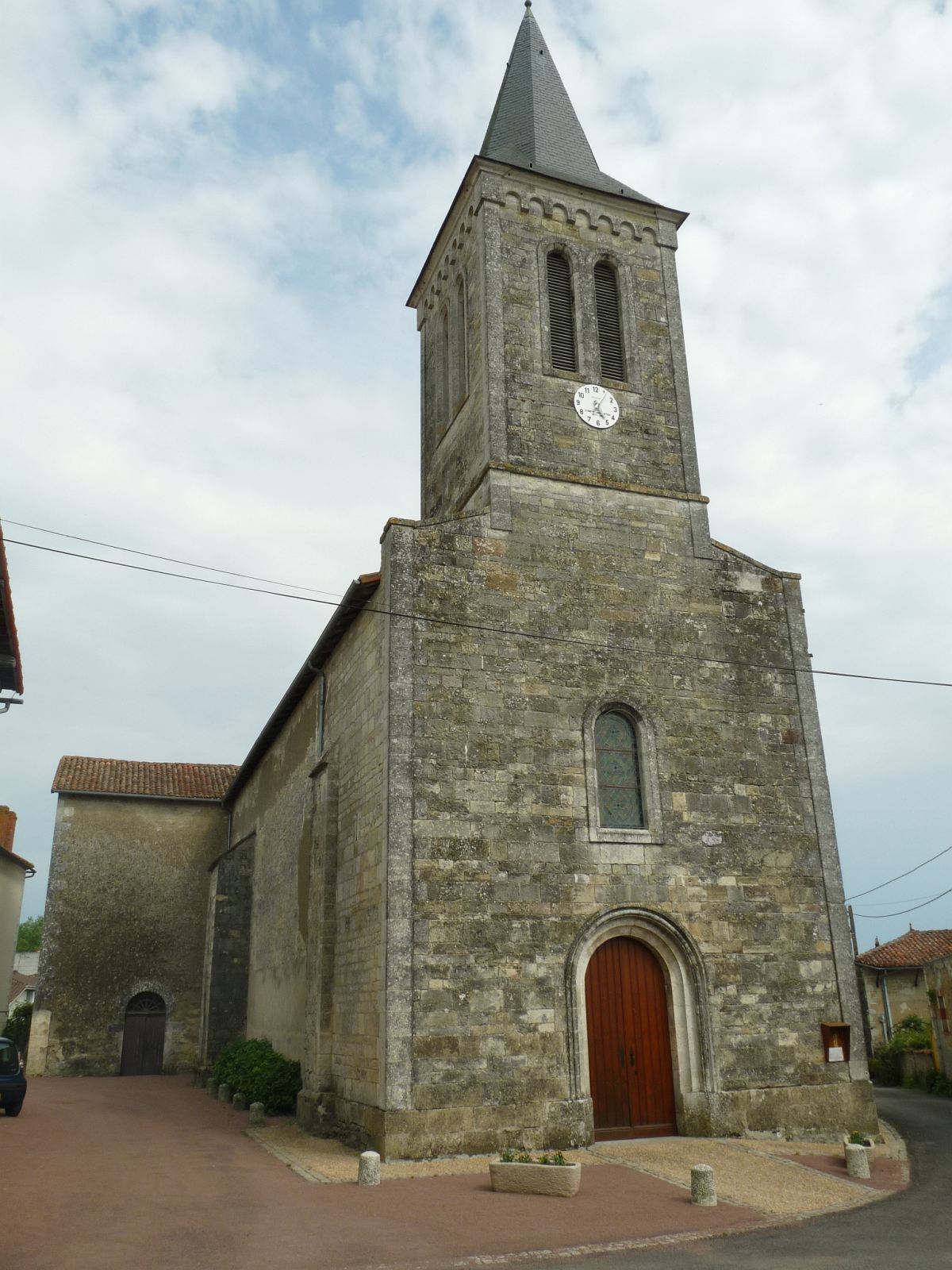
Kerk van Saint-Laurend-de-Céris

## Geografie
De oppervlakte van Saint-Laurent-de-Céris bedraagt 29,6 km², de bevolkingsdichtheid is 25,2 inwoners per km².
De onderstaande kaart toont de ligging van Saint-Laurent-de-Céris met de belangrijkste infrastructuur en aangrenzende gemeenten.

## Demografie
Onderstaande figuur toont het verloop van het inwonertal (bron: INSEE-tellingen).